# پناهگاه صخره‌ای شاپور۱
پناهگاه صخره‌ای شاپور۱ مربوط به دوران پارینه‌سنگی جدید است و در شهرستان پل‌دختر، بخش مرکزی، دهستان جلوگیر، روستای ده بزرگ کرکی واقع شده و این اثر در تاریخ ۱۵ دی ۱۳۸۷ با شمارهٔ ثبت ۲۴۲۵۲ به‌عنوان یکی از آثار ملی ایران به ثبت رسیده است.